# Nom de jeune fille
 (avril 2025).
Si vous disposez d'ouvrages ou d'articles de référence ou si vous connaissez des sites web de qualité traitant du thème abordé ici, merci de compléter l'article en donnant les références utiles à sa vérifiabilité et en les liant à la section « Notes et références ».
Le « nom de jeune fille » est une expression anciennement usuelle mais contestée, désignant, dans certains pays francophones, le nom de naissance d'une femme mariée qui aurait pris comme nom d'usage celui de son mari.

## L'expression «nom de jeune fille» dans le monde

### En Belgique
En Belgique, l'usage est, ou a été, similaire à celui de la France. Le « nom d'épouse » et le « nom de jeune fille » n'ont pas d'existence administrative.
Certaines femmes mariées utilisent parfois le nom de naissance de leur mari (ou de leur épouse) comme nom d'usage. Les hommes prenant le nom de naissance de leur épouse sont plus rares. Cependant, tout document administratif insiste sur l'usage exclusif du nom de naissance (nom légal).

### En France
En France, seul le nom de famille (de naissance) et le nom d'usage existent en droit.

#### Nom de famille
Toute personne, femme ou homme, garde en principe toute sa vie le nom de famille, parfois appelé nom de naissance afin d'éviter certaines confusions dans le cas de personnes mariées. Mais il existe des procédures de changement de nom, qui ne s'appliquent que dans certains cas . L'expression nom de jeune fille était précédemment utilisée par l'administration mais cet usage a été jugé inapproprié en 2012 et remplacé par nom de famille, qui s'applique aussi aux hommes, puisque ceux-ci ont obtenu eux aussi la possibilité de prendre pour nom d'usage le nom de leur conjoint.

#### Nom d'usage
Toute personne peut faire ajouter un nom d'usage sur ses pièces d'identité, en plus de son nom de famille. Cependant, les actes officiels sont obligatoirement effectués sous le nom de famille.
Certaines administrations françaises procèdent à l'ajout, pour les femmes uniquement, du nom de famille de leur mari comme nom d'usage.
Dans la République française, à aucun moment de l'Histoire, le « nom de jeune fille » n'a existé en droit[réf. nécessaire]. Par exemple en 1781, on considère que les femmes, tout en portant le nom de leur mari, continuent d'utiliser leur nom pour tous les actes qu'elles passent, en le complétant de leur statut d'épouse. Elles signent alors de leur nom de naissance, qu'elles complètent parfois d'un nom d'usage emprunté à leur mari : « X épouse Y ».

### Aux États-Unis
Au XIXe siècle, Lucy Stone est la première femme aux États-Unis à conserver son nom de jeune fille une fois mariée.

### Dans les pays decommon law
En Angleterre et dans d'autres pays de common law, il est d'usage d'attribuer aux femmes mariées, comme nom d'usage, le nom de naissance de leur mari, sans procédure juridique spécifique.
Comme dans les autres pays, ce nom d'usage n'efface pas le nom de naissance, considéré comme seul « véritable » nom d'un individu.

### Au Canada
Au Canada, l'usage suit celui des pays anglo-saxons[pas clair] (common law), sauf au Québec où il s'apparente au cas français. En effet, depuis l'adoption d'une loi en 1981 pour promouvoir l'égalité des sexes suivant la  Charte des droits et libertés de la personne de 1976, aucun changement ne peut être fait au nom d'une personne sans l'autorisation du Registre de l'état civil. Le mariage n'est pas une raison admissible pour un tel changement. Cependant, une femme  mariée avant le 2 avril 1981 maintient le droit d’utiliser le nom de son mari pour exercer ses droits civils. Ce droit n'est pas respecté et les femmes mariées avant 1981 sont systématiquement identifiées par leur nom de naissance dans les institutions médicales et même sur leur preuve de vaccination Covid, la rendant inutile puisqu'elle ne reflète pas le nom de la femme mariée dans son passeport émis par le gouvernement fédéral ni sur son permis de conduire québécois.(réf. nécéssaires)

### En Suisse
Depuis le 1er janvier 2012, l'art 160 du Code civil suisse a été adapté à la suite d'une plainte auprès de la Cour européenne des droits de l'homme et dispose désormais ce qui suit :
- Chacun des époux conserve son nom de naissance.
- Les fiancés peuvent toutefois déclarer à l'officier de l'état civil vouloir porter un nom d'usage commun à la famille qu'ils constituent ; ils peuvent choisir entre le nom de naissance de l'un ou de l'autre.
- Les fiancés qui conservent leur nom de naissance choisissent lequel de leurs deux noms de naissance leurs enfants porteront. L'officier de l'état civil peut les libérer de cette obligation dans des cas dûment motivés.

Rappel historique : avant cette modification, les époux devaient obligatoirement (sauf exceptions dues à des origines étrangères) adopter l'un ou l'autre des deux noms comme nom de famille. Il était alors seul reconnu légalement comme nom, le nom de naissance n'étant alors qu'une indication informative et était par ailleurs appelé « nom de célibataire ».
En cas de divorce ou de décès de l'époux ayant donné son nom de naissance, il est possible de demander de reprendre son nom de naissance, mais ce n'est pas automatique.

### En Turquie

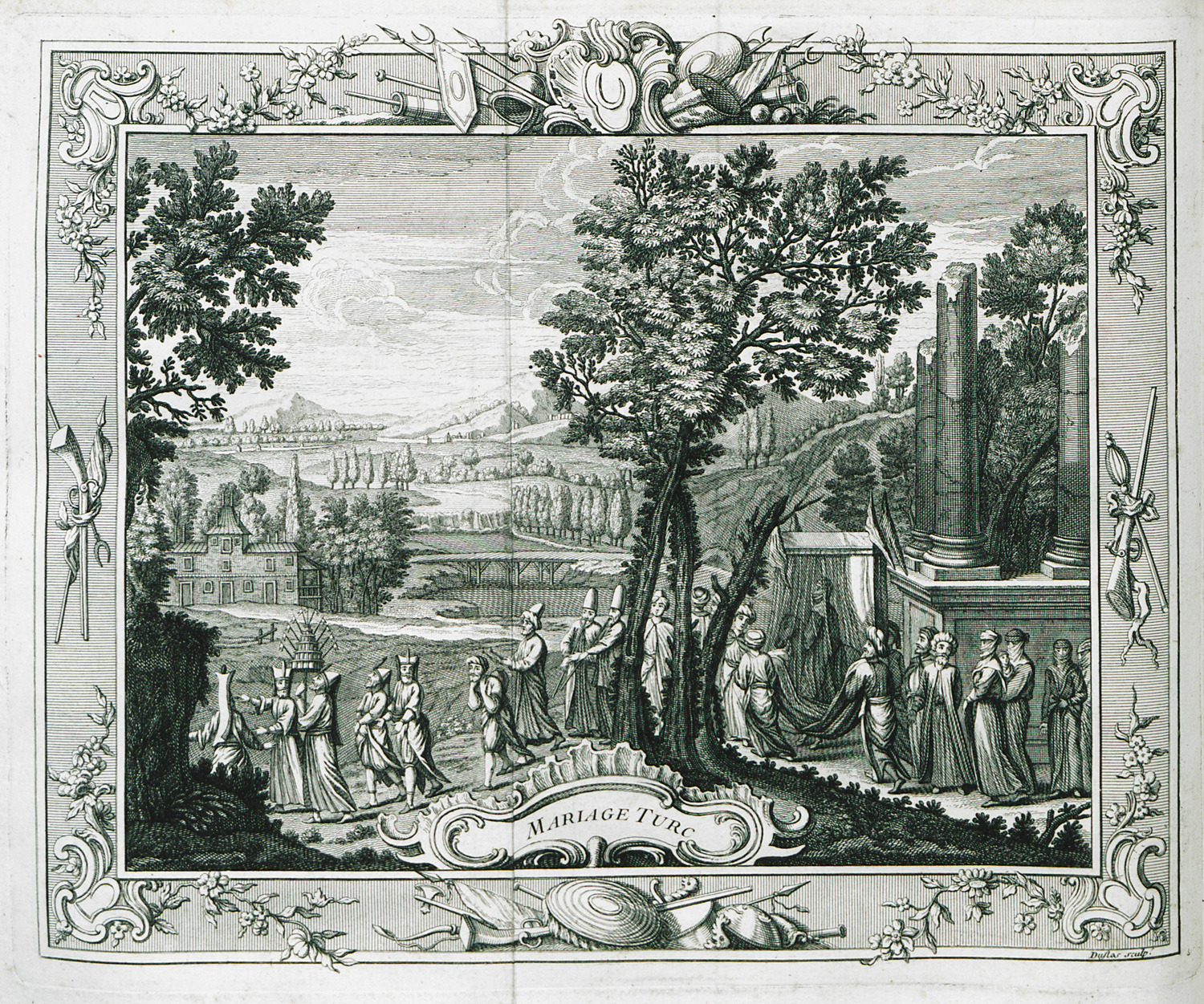
Mariage turc, Jean-Antoine Guer, 1746.

Le Code civil de la Turquie de 1926 s'inspirant de celui de la Suisse est abrogé avec la promulgation du nouveau Code civil turc en 2001 entré en vigueur en 2002. Pour les femmes mariées, il indique qu'elles doivent prendre le nom de famille de leur conjoint. Toutefois, leur nom de naissance peut être utilisé selon la demande. En 2014, la Cour constitutionnelle a jugé que l'incapacité des femmes mariées à utiliser leur nom de jeune fille était une violation des droits de l'homme.
En cas de divorce, la femme conserve son statut personnel acquis par le mariage et reprend son nom de famille avant mariage. Si la femme était veuve avant le mariage, elle peut demander au juge à être autorisée à porter son nom de célibataire. S'il est prouvé que la femme a intérêt à utiliser le nom de famille de son mari divorcé et que cela ne nuira pas au mari, le juge, à sa demande, lui permet de porter le nom de son mari. Le mari peut demander que ce permis soit révoqué si les circonstances changent.

### Dans les autres pays
En Espagne et en Italie, comme en France, les femmes et les hommes, mariés ou non, gardent leur nom de naissance. Le « nom de jeune fille », le matronyme et le patronyme n'existent donc pas dans la législation de ces pays

## AuXXIesiècle
Cette expression fait l'objet de polémiques régulières depuis la fin du xxe siècle : certains considérant l'expression comme sexiste du fait que l'équivalent n'existe pas pour les hommes, d'autres souhaitent maintenir ce qu'ils considèrent comme une coutume[réf. nécessaire].
Hormis au Québec, où le changement de nom est interdit pour une femme mariée après le 2 avril 1981, les femmes et les hommes ont actuellement le choix de prendre ou non le nom de leur conjoint, ou de l'accoler au nom de naissance.
En France, l'expression nom de jeune fille a été supprimée des formulaires et correspondances de l'administration par la Circulaire no 5575/SG du 21 février 2012 (en même temps que les termes « Mademoiselle », « nom patronymique », « nom d'épouse » et « nom d'époux ») et remplacée par l'expression « nom de famille ». Le Guide pratique pour une communication sans stéréotype de sexe du Haut Conseil à l'égalité entre les femmes et les hommes publié en novembre 2015 rappelle cette évolution et proscrit l'usage de l'expression en la qualifiant de sexiste.